# Плугарі (Ясси)
Плугарі (рум. Plugari) — село у повіті Ясси в Румунії. Входить до складу комуни Плугарі.
Село розташоване на відстані 348 км на північ від Бухареста, 50 км на північний захід від Ясс.

## Населення
За даними перепису населення 2002 року у селі проживали 1700 осіб, усі — румуни. Усі жителі села рідною мовою назвали румунську.